# Echium candicans
Echium candicans is een meerjarige plant uit de ruwbladigenfamilie (Boraginaceae), die endemisch is op het Portugese eiland Madeira.
De plant kan tot 2,5 meter hoog worden en is de grootste Echium-soort op Madeira. Hij komt vooral voor in het Laurisilva, het oorspronkelijke laurierbos op Madeira en de Canarische Eilanden.

## Naamgeving enetymologie
- Synoniem: Echium fastuosum J.Jacq.
- Engels: Pride of Madeira
- Frans: Vipérine de Madère
- Duits: Madeira- Natternkopf ( adderkop, omdat de bloemblaadjes op slangentongen lijken)
- Portugees: Massaroco

De naam Echium is afgeleid van het Oudgriekse woord ἔχις (echis) = adder of gifslang. Zie daarvoor het artikel over Echium. De soortaanduiding candicans komt uit het Latijn en slaat op de witte beharing.

## Kenmerken
Echium candicans is een twee- of meerjarige plant. In het eerste jaar produceert de plant een breed bladrozet van tot 20 cm lange, lang ovale tot lancetvormige bladeren. Vanaf het tweede jaar ontwikkelen zich meerdere, tot 2,4 m hoge, deels verhoutte bloemstengels bezet met ruwe stengelbladeren. De hele plant is bezet met een donzige witte beharing.
De kegelvormige bloemtrossen worden tot 45 cm lang en dragen honderden tot 1 cm lange buisvormige, blauwe of zelden roze of witte bloemen tussen lange, smalle schutbladen. De meeldraden zijn roze gekleurd. De bloemen worden bestoven door bijen en vlinders.
De plant bloeit in de zomermaanden.

## Habitaten verspreiding
Echium candicans komt voor op open of licht beschaduwde plaatsen langs de kustlijn en in het Laurisilva (laurierbos) van het noorden van het eiland Madeira.
De plant is omwille van zijn decoratieve waarde ondertussen wereldwijd verspreid en wordt onder andere in Nieuw-Zeeland en Australië als een invasieve exoot beschouwd.
... · 
E. aculeatum · 
E. brevirame · 
E. candicans · 
E. creticum · 
E. gentianoides · 
E. hypertropicum · 
E. nervosum · 
E. pininana · 
E. plantagineum · 
E. sabulicola · 
E. simplex · 
E. virescens · 
E. vulgare (Slangenkruid) · 
E. webbii · 
E. wildpretii · 
E. wildpretii subsp. trichosiphon · 
E. wildpretii subsp. wildpretii · 
...